# Розьер-ан-Сантер
Розьер-ан-Сантер (фр. Rosières-en-Santerre) — коммуна на севере Франции, регион О-де-Франс, департамент Сомма, округ Перон, кантон Морёй. Расположена в 32 км к юго-востоку от Амьена и в 10 км от пересечения автомагистралей А29 и А1 "Нор". На севере коммуны находится железнодорожная станция Розьер-ан-Сантер линии Амьен-Лан.
Население (2018) — 3 001 человек.

## Достопримечательности
- Церковь Святого Аудомара, реконструированная в неороманском стиле в 1903 году

## Экономика
Структура занятости населения:
- сельское хозяйство — 2,5 %
- промышленность — 27,4 %
- строительство — 6,4 %
- торговля, транспорт и сфера услуг — 33,2 %
- государственные и муниципальные службы — 30,6 %

Уровень безработицы (2017) — 21,1 % (Франция в целом — 13,4 %, департамент Сомма — 15,9 %). 

Среднегодовой доход на 1 человека, евро (2018) — 18 690 (Франция в целом — 21 730, департамент Сомма — 20 320).

## Демография
Динамика численности населения, чел.

## Администрация
Пост мэра Розьер-ан-Сантер с 2020 года занимает Франсуаза Май-Барбар (Françoise Maille-Barbare), член Совета департамента Сомма от кантона Морёй. На муниципальных выборах 2020 года возглавляемый ею список победил в 1-м туре, получив 55,88 % голосов.
| Период | Период | Фамилия              | Партия                                                       | Примечания                                                                           |
| ------ | ------ | -------------------- | ------------------------------------------------------------ | ------------------------------------------------------------------------------------ |
| 1977   | 1981   | Жан Мийе             | Социалистическая партия                                      | врач, член Генерального совета департамента                                          |
| 1981   | 1995   | Кристиан Карон       | Социалистическая партия                                      | работник почты                                                                       |
| 1995   | 2019   | Жозе Сюэр            | Союз за французскую демократию Союз демократов и независимых | врач, член Генерального совета и Совета департамента, член Совета региона О-де-Франс |
| 2019   | 2020   | Даниэль Пруй         | Разные правые                                                |                                                                                      |
| 2020   |        | Франсуаза Май-Барбар | Разные центристы                                             | профессор, вице-президент Совета департамента                                        |

## Ссылки

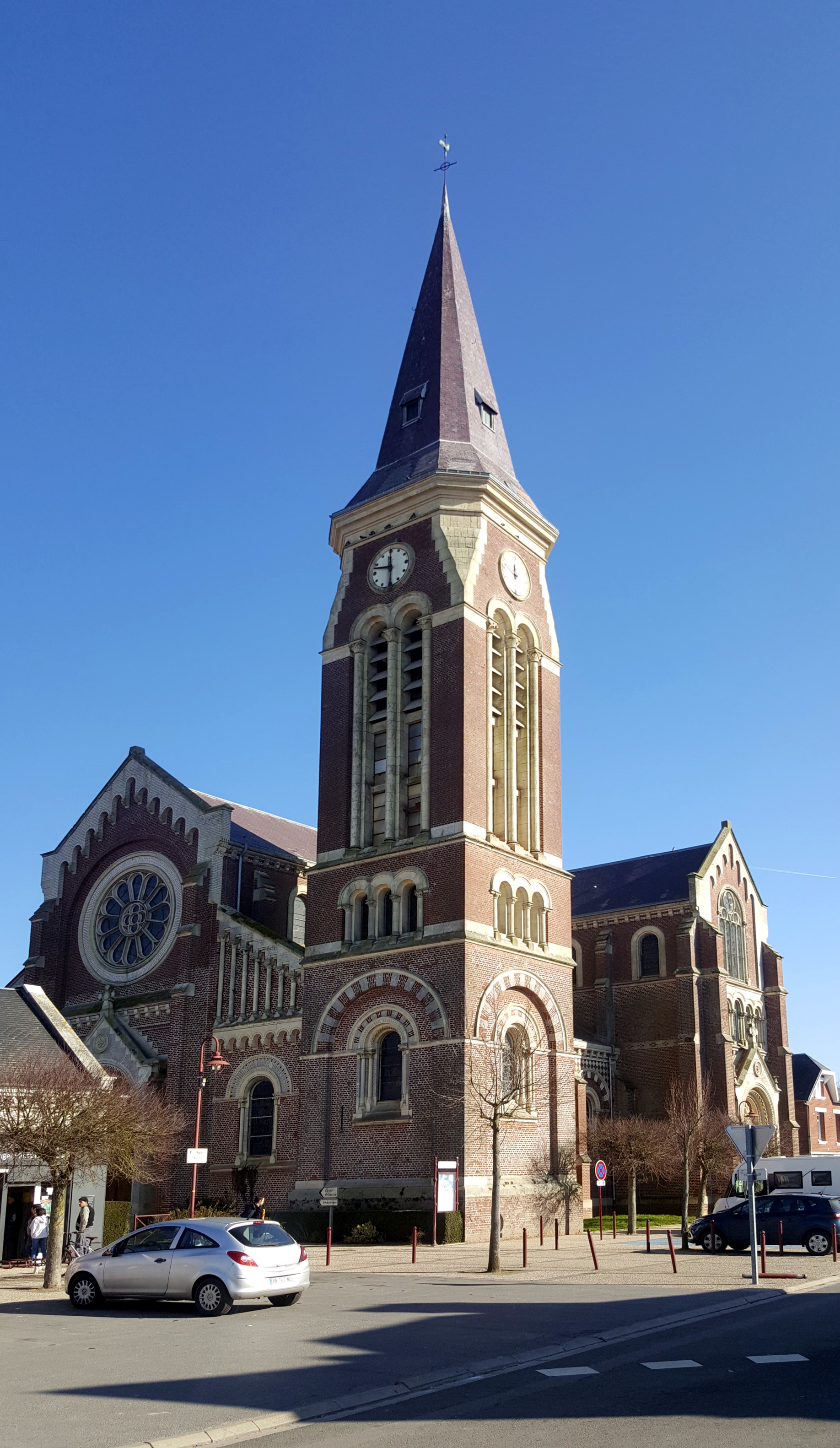
Церковь Святого Аудомара

## Города-побратимы
- Дрохтерзен, Германия